# Pik Vladimira Belova
Der Pik Vladimira Belova (englische Transkription von russisch Пик Владимира Белова Pik Wladimira Belowa, deutsch ‚Wladimir-Below-Gipfel‘) ist ein Berggipfel im westantarktischen Queen Elizabeth Land. In der Neptune Range der Pensacola Mountains ragt er nordöstlich des Kinsella Peak auf.
Russische Wissenschaftler benannten ihn. Der genaue Namensgeber ist nicht überliefert.